# Onze bagatelles
Pour les articles homonymes, voir Bagatelles pour piano de Beethoven.
Les Onze bagatelles, opus 119 sont un ensemble de pièces pour piano composées par Ludwig van Beethoven à plusieurs époques.

## Composition
Tout au long de sa vie, Ludwig van Beethoven a composé des petites pièces qu'il appelait des Kleinigkeiten (« petits riens »), qu'il gardait de côté dans une chemise, en attendant de pouvoir les publier. L'histoire de la composition des Onze bagatelles est complexe et les imprécisions dans la correspondance de Beethoven (près de 16 lettres) rendent difficile son établissement. On peut néanmoins établir le schéma suivant :
- c. 1800-1802 (esquisses) & automne 1822 : bagatelles nos 1 à 5
- c. 1820 & automne 1822 : bagatelle no 6
- fin 1820 - 1er janvier 1821 : bagatelles nos 7 à 11

### Bagatellesnos7à 11
En 1820, Friedrich Starke distrait Beethoven de la composition de sa Missa solemnis. Vers le 6 février, Carl Joseph Bernard écrit dans un cahier de conversation que Starke veut une petite pièce de Beethoven et quelques brefs détails biographiques pour une méthode de piano qu'il publie — la Wiener Piano-Forte-Schule — et à laquelle plusieurs autres compositeurs en vue contribuent. Cette requête insignifiante a des répercussions profondes qui affectent une sonate pour piano de Beethoven et deux séries de bagatelles.
La petite pièce fut dûment écrite un mois ou deux après pour Franz Oliva qui lui demande le 19 avril : « Donnez-vous cela à Starke comme unique pièce ? » Cependant, Beethoven avait reçu la commande de nouvelles sonates pour piano de la part de l'éditeur berlinois Adolf Schlesinger. Avant qu'il ne puisse dire s'il acceptait cette commande, Oliva propose de donner un départ éclatant à la composition de ces sonates : « Utilisez peut-être la nouvelle petite pièce pour une sonate pour Schlesinger ». Il est clair qu'il reprend cette suggestion d'Oliva car son cahier d'esquisses révèle que le premier mouvement de la sonate opus 109 fut élaboré séparément en mars-avril 1820, avant la commande de Schlesinger, et il doit s'agir de cette petite pièce à l'intention de Starke.
Après avoir préparé l'édition des 25 Mélodies écossaises, opus 108 et de la sonate opus 109 pour Schlesinger, Beethoven se souvient de sa promesse à Starke et compose cinq bagatelles (opus 119 nos 7 à 11) pour sa méthode de piano qui est publiée à Vienne en 1821 dans la Wiener Piano-Forte-Schule. La date exacte de leur composition est confuse : la partition autographe est datée du 1er janvier 1821, bien que les esquisses apparaissent immédiatement après les dernières esquisses de l'opus 109 fin 1820. L'explication tient sans doute au fait que, d'une part, le jour du Nouvel An est un jour traditionnel pour l'échange de cadeaux et que, d'autre part, Beethoven refusait obstinément toute rétribution de son ami Starke. Cependant, Starke refuse d'accepter quelque chose d'une telle valeur sans rétribution. Dès lors, la solution pour Beethoven est de présenter ces bagatelles à Starke en tant que cadeau de Nouvel An et Starke lui a sans doute rendu la pareille d'une façon ou d'une autre. Les bagatelles nos 7 à 11 ont donc certainement été composées durant la deuxième moitié de 1820 et sans doute avant la mi-octobre.

### Bagatellesnos1à 6
Au cours de l’été 1822, l’éditeur de Leipzig Carl Friedrich Peters écrit à Beethoven pour l’inviter à composer, entre autres choses, quelques petites œuvres pour piano. Beethoven, qui est en plein travail sur la Missa solemnis et la Neuvième symphonie ne répond qu'en février 1823 et lui envoie une demi-douzaine de bagatelles connues aujourd'hui comme l'opus 119 nos 1 à 6.  Excepté la 6e, ces bagatelles sont des pièces anciennes datant d'environ 1794-1802, nouvellement révisées.
Romain Rolland estime que les pièces les plus anciennes sont les nos 2 et 4, « dont les esquisses voisinent avec celles pour l'Erlkönig. Les esquisses du no 3 (Allemande) sont des étincelles  jaillies de la forge du dernier mouvement de l’Eroïca. Et celles du no 5 (cette sorte de danse des Furies, au rythme de violente Sicilienne) s'intercalent au milieu de la composition de la sonate pour piano et violon, op. 30 n° 2, à l'empereur Alexandre ». Pour Jean et Brigitte Massin , des esquisses de la 5e Bagatelle se retrouvent dans un cahier de 1802, et elle serait la transcription d'un Lied inédit composé avant 1800.
Romain Rolland voit dans l'andante-introduction de la Bagatelle no 6 « une des interrogations solitaires que posent les derniers quatuors », suivi par l'« esprit débridé, telle une volée de lutins, qui s’empare des bribes de la question [qui] se transforme en un jeu espiègle. […] L’intérêt musical de cette Bagatelle est dans la mobilité perpétuelle des rythmes ».
Peters, lui, est très déçu et répond le 4 mars 1823 :

« Je les ai fait jouer par plusieurs personnes et aucune d'entre elles ne veut croire qu'elles sont de vous. J'ai demandé des Kleinigkeiten, mais celles-ci sont vraiment trop petites et, en plus, elles sont pour la plupart si faciles qu'elles ne conviennent pas à des instrumentistes plus avancés, et pour les pianistes en herbe il y a de temps à autre des passages trop difficiles ... J'en attendais peut-être trop, car j'imaginais des petites choses charmantes, qui, sans présenter de grandes difficultés, soient néanmoins sympathiques et attrayantes – bref, des choses où l'artiste montrerait qu’il est également possible d’écrire de petites choses qui font de l’effet, etc. Afin d’éviter tout malentendu, je n'ajouterai rien, sinon que je n’imprimerai jamais ces Kleinigkeiten, mais que je préfère perdre la somme que j'ai déjà payée. »

— Carl Friedrich Peters, Leipzig, lettre du 4 mars 1823 à Beethoven.
Schindler approuve le jugement de Peters :

« Quant au petit ouvrage envoyé à l'éditeur de Leipzig, c'était une de ces Bagatelles qu'on désigne dans la Littérature musicale par Gedankenspœhne. On sait que Beethoven excellait dans ces esquisses ou pensées musicales, qui sont comme des fragments détachés de ses nombreux ouvrages pendant leur élaboration. Ces dernières dataient de l'époque de la Missa solemnis, moment de sublime inspiration. Malgré cela, l'éditeur de Leipzig la trouva trop chère (10 ducats environ) ; il la renvoya à Beethoven en faisant remarquer qu'il n'était pas digne d'un grand compositeur de s'occuper de pareilles bagatelles, que chacun pouvait en composer. II paraît que cette hardie observation arriva à l'illustre maître, un jour de bonne humeur ; car, contre son habitude, il ne la reçut pas trop mal, à en juger par son journal que j'ai devant mes yeux (19 mars). Selon toute apparence, il se plaisait dans ce qui était un repos intellectuel pour lui, et s'amusait à faire tomber de pareilles bagatelles en secouant les plis de son riche manteau. »

## Publication des 11Bagatelles
Beethoven ne perd pas son temps et expédie les 6 Bagatelles à l'éditeur Antonio Pacini à Paris puis à Carl Lissner à Saint-Pétersbourg sans succès. Il s'adresse finalement à son ancien élève Ferdinand Ries qui vit à Londres : « Vous allez recevoir six bagatelles ou babioles, et cinq autres encore qui font partie du même lot, en deux séries. Tirez-en le meilleur parti que vous pourrez ». Ries vend les désormais 11 Bagatelles à l'éditeur et compositeur londonien Clementi & Co, qui ne se plaint pas qu'elles soient trop faciles ou peu caractéristiques de Beethoven, et les publie sous le titre Trifles for the Piano Forte, Consisting of Eleven pleasing Pieces Composed in Various Styles by L. Van Beethoven (« Petites choses pour le piano-forte, se composant de onze agréables morceaux composés dans divers styles par L. Van Beethoven »). Beethoven exprime à Ries sa satisfaction des « honoraires » qu'il en retire mais cette édition est piratée peu après par Moritz Schlesinger qui les publie à Paris avec de nombreuses erreurs (1823) et Sauer & Leidersdorf recopie cette dernière à Vienne (1824) en ajoutant encore des erreurs, de sorte que Beethoven n'en retire aucun droit sur le continent. Diabelli les publie finalement à Vienne en 1828.
Contrairement à Peters, qui avait si sèchement rejeté les Bagatelles opus 119, certains contemporains de Beethoven ont su apprécier la valeur de ces miniatures, et la première édition allemande de la série a été accueillie par une critique enthousiaste dans l’Allgemeine musikalische Zeitung de Berlin : « Un rapide coup d’œil nous montre onze petits morceaux de musique ; mais quelle infinité d’attraits dans leur cercle magique ! Ils contiennent peu de mots musicaux, mais ils en disent beaucoup — comme le croira volontiers toute personne initiée ; car Beethoven n'est-il pas tout compte fait un Eschyle de la musique dans sa concision débordante d'énergie ? Pour nous, ces onze bagatelles semblent être de véritables petits tableaux de vie. »

« Nous devons donc à la sottise et à l'insolent camouflet de l'éditeur Peters, que Beethoven ait ravalé beaucoup d'autres Bagatelles du même prix, s'il est vrai, comme nous le dit Schindler, qu'il en écrivit tant, à cette époque. Car seules les six de l'op. 126 ont survécu. Or il ne saurait y avoir pour nous de perte plus sensible. On ne connaît (trop !) des grands classiques que leurs grandes œuvres composées et développées, – leurs tragédies en cinq actes. Il nous manque l'étoffe de leurs journées, le premier jet de leurs émotions et de leurs pensées, la floraison de leurs rêves et de leur fantaisie. Il fallut Schubert et les romantiques, pour faire au caprice et au songe leur juste place dans le jardin de l'art. Et combien moins avaient-ils à nous dire qu'un Beethoven, emprisonné dans sa vie intérieure et possédée par la fièvre d'un monologue ininterrompu ! Que ne donnerions-nous, pour retrouver les fleurs de ses promenades et le trésor de ses pensées immédiates, incontrôlées ! »

— Romain Rolland.

## Structure
Durée moyenne d'interprétation : 14 minutes.
1. sol mineur. Allegretto
2. ut majeur. Andante con moto
3. ré majeur. A l'Allemande
4. la majeur. Andante cantabile
5. ut mineur. Risoluto
6. sol majeur. Andante — Allegretto
7. ut majeur. Allegro, ma non troppo
8. ut majeur. Moderato cantabile
9. la mineur. Vivace moderato
10. la majeur. Allegramente
11. si bémol majeur. Andante, ma non troppo

## Analyse
Comparées aux Bagatelles op. 33, ces Bagatelles sont plus aventureuses et variées en terme d'harmonie, de forme, de mètre, de technique et de longueur. On retrouve des techniques utilisées dans les dernières œuvres de Beethoven (les Variations Diabelli, les trois dernières sonates) : ambiguïté du rythme, de la forme, de l'harmonie, changements soudains de mesure, trilles dans différents registres soutenant d'autres voix. 
Les numéros 7 à 11, à l'origine écrits pour un recueil pédagogique, présentent une moindre difficulté technique et une plus grande concision des idées musicales. 

### 1.Allegretto
Cette Bagatelle en sol mineur est construite sur une forme ABA avec une coda. Plusieurs éditeurs ont édité cette pièce, et on trouve fréquemment des erreurs dans la partition.
Elle se termine ironiquement en sol majeur, la dominante de do mineur ou la tonalité parallèle de sol mineur, ce qui donne un sentiment ambigu de suspension. Cette fin en sol permet d'enchaîner sur la Bagatelle suivante en do majeur.

### 2.Andante con moto
C'est une Bagatelle assez simple en deux parties (AA') avec une courte coda. La main droite joue des accords brisées en croches, et la main gauche joue des motifs en triolets de doubles croches dans le registre grave et aigu, ce qui nécessite un croisement de mains.

### 3.À l'Allemande
C'est une pièce de forme ABA, avec une coda gaie. L'indication à l'Allemande renvoie aux Ländler, des danses paysannes. On retrouve cette indication dans sa Sonate no 25 et dans son Quatuor no 13 (écrit en italien, alla tedesca). On trouve également dans la Bagatelle l'indication, très rare chez Beethoven, Da capo sin’al segno ed allora la Coda, qui signifie qu'il faut rejouer le début jusqu'au signe de renvoi vers la coda.

### 4.Andante cantabile
Il s'agit d'une courte pièce lyrique de forme AABB. Il s'agit d'une première et simple apparition de la « diminution rythmique » chez Beethoven, un procédé qui voit les durées des notes se raccourcir (croches vers doubles-croches) et le discours s'intensifier.

### 5.Risoluto
Cette Bagatelle est construite en trois parties (AABBC). Elle est basée sur une esquisse de final pour sa 7e sonate pour violon. Le terme Risoluto (« Résolu, déterminé ») suppose une forte énergie rythmique, indiquée par de nombreux accents et appogiatures.

### 6.Andante — Allegretto
Après une introduction Andante, Beethoven écrit une première section Allegretto puis l'istresso tempo. C'est une indication rare dans les Bagatelles, tout comme leggiermente que l'on trouve à la fin de l'Andante. L'introduction est à trois temps, et un passage quasi Cadenza amène à la section suivante à deux temps. Après l'apparition de triolets de croches (diminution rythmique), l'écriture passe à 
.

### 7.Allegro, ma non troppo
Dans cette Bagatelle, Beethoven utilise une diminution rythmique soutenue par de longues trilles, technique que l'on retrouve également dans le final de la sonate no 30. Dans la Bagatelle, la main droite fait progressivement monter la tension avec une intensification rythmique expressive (croches, doubles croches, triolets, triples croches), pendant que la main gauche maintient une trille sur la tonique. Ce long crescendo se termine par un arpège descendant de do majeur.

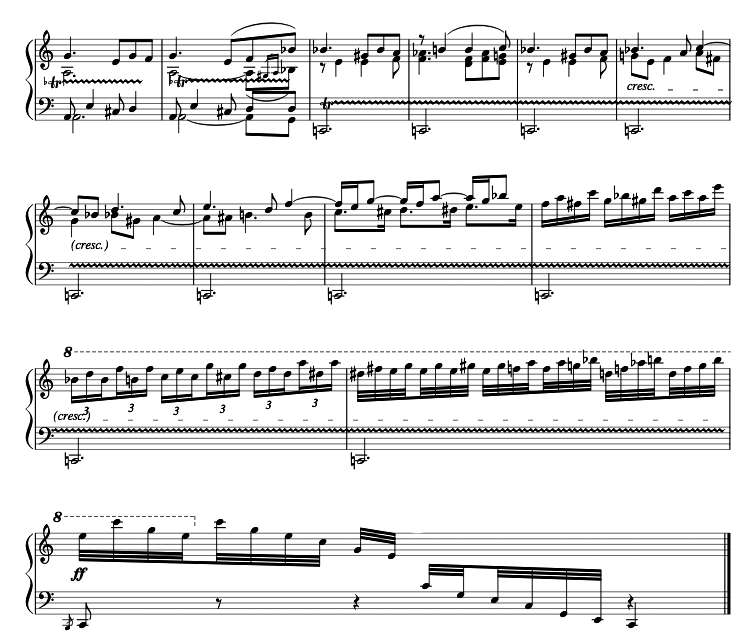
Bagatelle no 7, mesures 15-27.

Cette technique est également utilisée dans la sixième variation du final de la sonate no 30, qui commence par un thème tranquille en noires répétant des si à la voix supérieure.

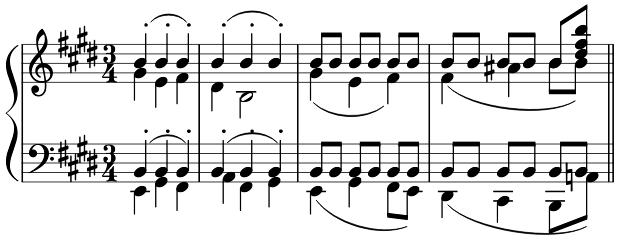
Sonate no 30, III, var. 6, mesures 1-4.

Ce motif est exploré en diminution rythmique (croches, triolets, doubles-croches, triples croches…) jusqu'à un moment de suspension avec une trille, cette fois sur la dominante.

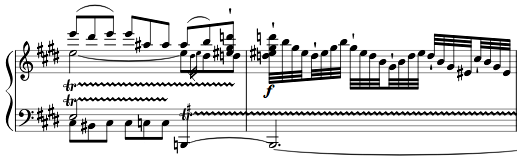
Sonate no 30, III, var. 6, mesures 168-169.

On retrouve cette technique dans l'arietta de sa dernière sonate.

### 8.Moderato cantabile
Dans cette pièce de forme AABB, on trouve une ambiguïté harmonique que l'on retrouve dans les sonates tardives, notamment au passage à la section B, qui débute en si bémol majeur,.

### 9.Vivace moderato
C'est une courte pièce de forme ABA sans coda, une sorte de « danse miniature » avec deux phrases de huit mesures, elles-mêmes symétriquement divisées en quatre mesures ; ces phrases sont séparées par un passage de quatre mesures sur la dominante. Les phrases se terminent sur des accords brisés, basés sur une progression harmonique originale et répétée quatre fois : I – II – V7 – I,.

### 10.Allegramente
Il s'agit de la pièce la plus courte écrite par Beethoven, avec seulement treize mesures. Cette Bagatelle simple est basée sur trois accords en la majeur (sus-tonique, dominante, tonique), joués alternativement par les deux mains. L'harmonie est d'ailleurs ambiguë : le morceau a l'air d'être en mi majeur, et le premier accord de la est perçu comme la sus-tonique ; ce n'est que pendant la courte coda que la tonalité est affirmée.

### 11.Andante, ma non troppo
Après une première section A, une petite cadence amène vers vers la section B puis vers une petite coda en forme de choral. L'écriture et la tonalité rappellent la deuxième partie de la 8e Bagatelle. On y trouve les caractéristiques du style de dernière période de Beethoven : ambiguïté thématique (les thèmes A et B ne partagent aucun motif) ; cadence de style improvisé ; exploration des registres extrêmes ; mélodie legato sur un accompagnement staccato ; une fin en forme de choral.

## Postérité
Max Reger se souviendra près d'un siècle plus tard de la mélodie de la bagatelle no 11 en empruntant son thème pour écrire ses Variations et fugue sur un thème de Beethoven.

## Repères discographiques
- Rudolf Serkin, 1958 (Sony)
- Alfred Brendel, 1964 (Vox) réédition (Brilliant Classics) Cet enregistrement a été salué par un Diapason d'or dans la revue Diapason du mois d'octobre 2008, p. 92.
- Stephen Kovacevich, 1974 (Philips) Enregistrement salué par un Diapason d'or dans la revue Diapason no 369 du mois de mars 1991. « Stephen Kovacevich réussit à élever ces petites pièces de caractère au rang des grands chefs-d'œuvre beethovéniens grâce à un piano fulgurant et une absolue lisibilité des plans sonores[31] ».
- Alfred Brendel, 1996 (Philips)
- Jenő Jandó, 1996 (Naxos)
- Mikhaïl Pletnev, 1997 (DG)
- Linda Nicholson, 2007 (Accent) Linda Nicholson joue sur un pianoforte Johann Fritz de 1815.
- Steven Osborne, 2011 (Hyperion Records) Enregistrement salué par un Gramophone Editor's Choice de la revue Gramophone du mois de juillet 2012.

## Édition
- Beethoven – Eleven Bagatelles, Op. 119 for the Piano edited by Willard A. Palmer, Alfred Publishing Co. 2005.